# 聖維森特 (聖保羅州)

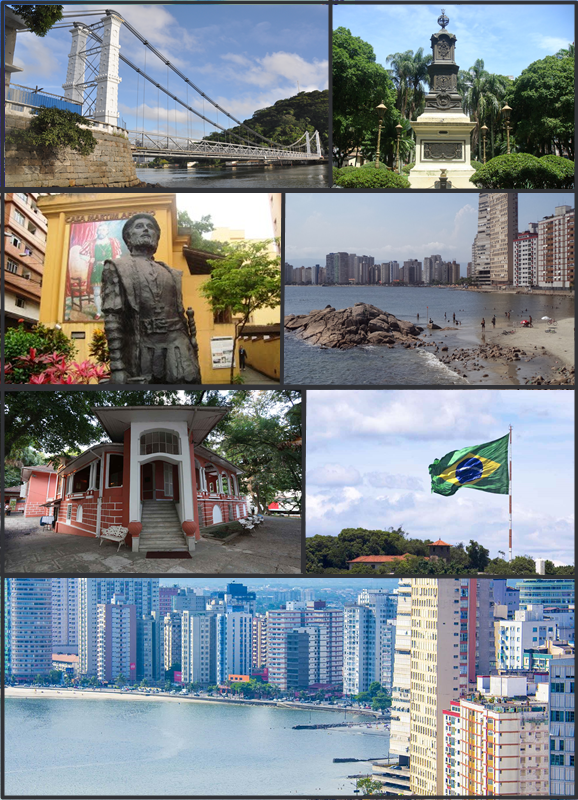
聖維森特

聖維森特（葡萄牙語：São Vicente）是巴西的城市，位於該國東南部，距離聖保羅50公里，由聖保羅州負責管轄，始建於1532年。它的人口在2010年人口普查為332,445居民。